# Західноафриканський економічний і валютний союз

Країни які входять у Західноафриканський економічний і валютний союз

Західноафриканський економічний і валютний союз (ЗАЕВС) — (фр. UEMOA — L'Union économique et monétaire ouest-africaine, англ. WAEMU — The West African Economic and Monetary Union). До складу організації входять 8 країн, з них 7 франкомовних — Бенін, Буркіна-Фасо, Кот-д'Івуар, Малі, Нігер, Сенегал, Того і 1 — португаломовна — Гвінея-Бісау.
ЗАЕВС створено у 1994 році на базі Західноафриканського валютного союзу. Головна мета — координація економічної політики країн-членів, створення в рамках союзу умов для вільного пересування товарів, капіталу і трудових ресурсів між країнами-членами, здійснення єдиної митної політики щодо третіх країн, гармонізація законодавчих норм.
У рамках Західноафриканського економічного і валютного союзу:
- Діє Регіональний банк — Центральний банк держав Західної Африки (фр. la Banque Centrale des Etats de l'Afrique de l'Ouest — BCEAO), штаб-квартира в Дакарі (Сенегал). Банк заснований 4 квітня 1959 року, почав операції в 1962 році.
- Використовується спільна валюта — франк CFA (BCEAO), має фіксований курс відносно євро: 1 євро = 655 957 франків CFA.
- Діє Регіональна фондова біржа з цінних паперів (фр. — La bourse régionale des valeurs mobilières — BRVM).
- Діє західноафриканська система розрахунків (фр. — Système Comptable Ouest Africain — SYSCOA), була запущена 1 січня 1998 р. У 2006 році з метою поглиблення інтеграції фінансового простору союзу ЗАЕВС, його Центральний банк запустив систему розрахунків в режимі реального часу.
- Гармонізовано фіскальну політику.
- Реалізовано Митний союз з Єдиним зовнішнім тарифом щодо третіх країн.